# Iva Janžurová
Iva Janžurová (n. 19 mai 1941, Žirovnice⁠(d), Vysočina, Cehia) este o actriță cehă. A studiat la școala din České Budějovice și, în 1963, a absolvit Facultatea de Teatru a Academiei de Arte din Praga. În 1964, a devenit membru principal al Teatrului Vinohrady și din 1988 este membru al Teatrului Național din Praga. A apărut în mai multe filme, precum Mașina de întinerit, Marečku, podejte mi pero!⁠(d), dar și în serialul de televiziune Nemocnice na kraji města⁠(d) (cu sensul de Spitalul de la capătul orașului). În 1998 și 2002, ea a fost recompensată cu Premiul Leul Ceh pentru cea mai bună actriță.

## Biografie

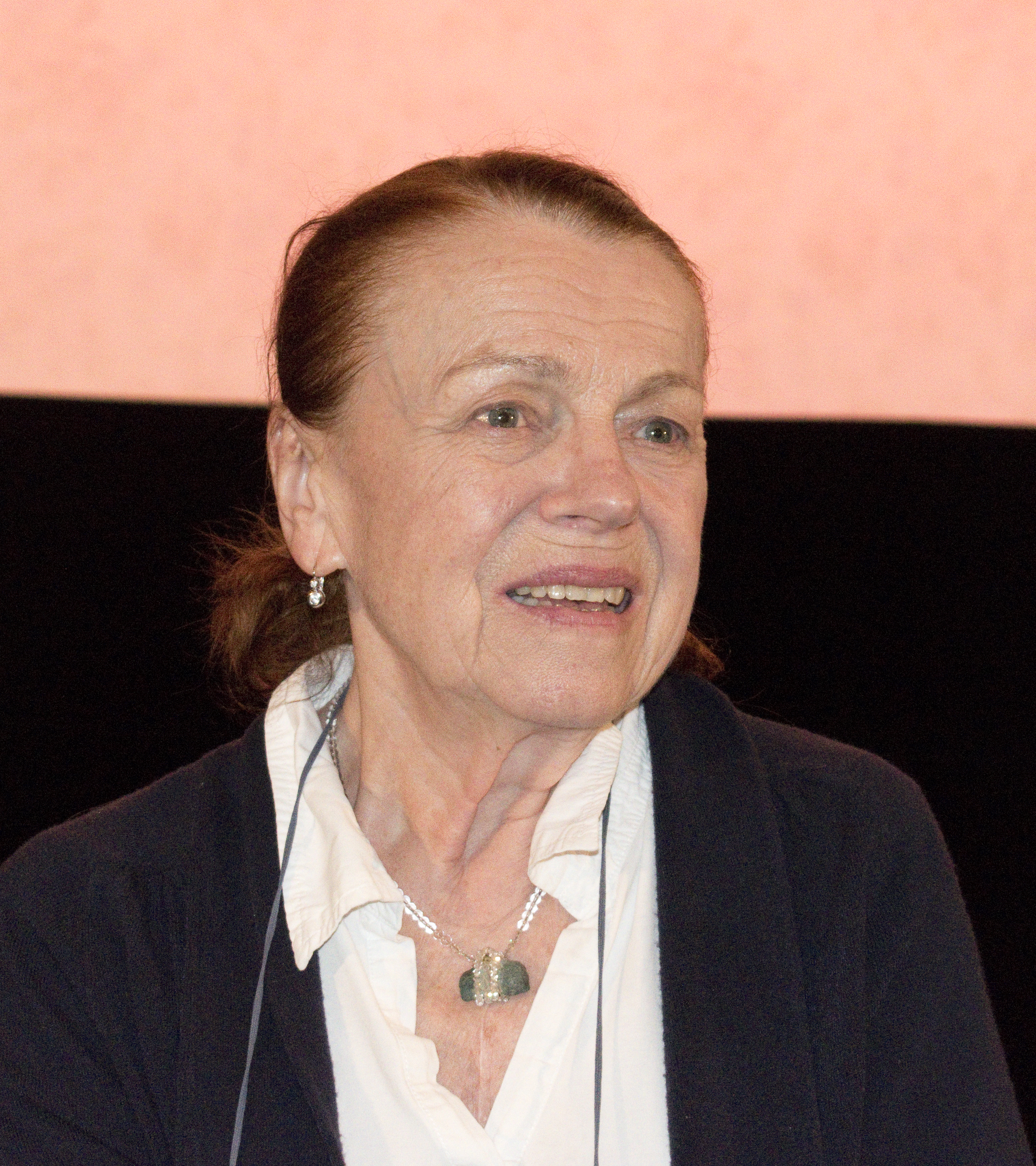

Janžurová s-a născut într-o familie de profesori. În 1959, a absolvit gimnaziul pedagogic din České Budějovice, dar interesul ei pentru teatru a determinat-o ulterior să studieze actoria. Între 1959 și 1963, a studiat la clasa profesoarei Vlasta Fabianová la DAMU din Praga.  După absolvire, a jucat la Teatrul F. X. Šaldy din Liberec (1963–1964) și mai târziu s-a angajat la Teatrul Vinohrady (1964–1987).  Ea s-a transferat ulterior la Teatrul Național din Praga în 1988. Din 2012, este invitată a Teatrului Kalich.
Janžurová a apărut pentru prima dată în film în anii 1960. După mai multe roluri episodice, regizorul Karel Kachyňa a distribuit-o în filmul său din 1966 despre Al Doilea Război Mondial, Kočár do Vídně (O căruță spre Viena).  De atunci, ea a avut numeroase roluri de film, televiziune și de teatru. A fost nominalizată la premiul pentru cel mai bun actor la Festivalul de Film de la Cannes pentru rolurile sale principale din Petrolejové lampy (Lămpi cu petrol) și Morgiana.
În 1968, ea a fost căsătorită timp de o jumătate de an cu directorul de imagine de la televiziunea cehă Jan Eisner.  După aceia, partenerul ei de viață este actorul și regizorul Stanislav Remunda, cu care are două fiice, Theodora și Sabina Remundová. Ambele fete au cântat alături de Janžurová într-un teatru de familie ambulant din anii 1990.
În 2013, ea și-a scris autobiografia, Včera, dnes a zítra (Ieri, azi și mâine), împreună cu scriitorul Petr Macek.

## Filmografie aleasă

### Film
| An   | Titlu                            | Rol                                 | Note |
| ---- | -------------------------------- | ----------------------------------- | ---- |
| 1966 | O căruță spre Viena              | văduva Krista                       |      |
| 1967 | Svatba jako řemen                | Hanička                             |      |
| 1968 | Pension pro svobodné pány        | Anděla                              |      |
| 1968 | Nejlepší ženská mého života      | Blanka                              |      |
| 1970 | L-am ucis pe Einstein, domnilor  | Betsy                               |      |
| 1971 | Four Murders Are Enough, Darling | Kate                                |      |
| 1971 | You Are a Widow, Sir             | Evelyna Kelettiová                  |      |
| 1971 | Oil Lamps                        | Štěpa Kiliánová                     |      |
| 1976 | Circus in the Circus             | Dr. Whistlerová                     |      |
| 1976 | Marecek, Pass Me the Pen!        | Eva Týfová                          |      |
| 1976 | Zítra to roztočíme, drahoušku…!  | Alena Bartácková                    |      |
| 1977 | Mașina de întinerit              | Libuše / Lišková / Marcelka (adult) |      |
| 1998 | Co chytneš v žitě                | mireasă (în segmentul „Cesta”)      |      |
| 2002 | Výlet                            | mamă                                |      |
| 2016 | Tiger Theory                     | bunică                              |      |
| 2019 | Shotgun Justice                  | Marie                               |      |

### Televiziune
| An        | Titlu                                            | Rol                 | Note        |
| --------- | ------------------------------------------------ | ------------------- | ----------- |
| 1966      | Eliška a její rod                                | Monika              | 7 episoade  |
| 1967–2019 | Píseň pro Rudolfa III.                           | Šárka Vandasová     | 9 episoade  |
| 1968      | Sňatky z rozumu                                  | Betuše              | 4 episoade  |
| 1970      | Fantom operety                                   | Waldemara Krapsatá  | 5 episoade  |
| 1975–80   | Bakaláři                                         | various roles       | 3 episoade  |
| 1978–81   | Hospital at the End of the City                  | Hunková / Penkavová | 20 episoade |
| 1980–81   | Arabela                                          | Miss Müllerová      | 6 episoade  |
| 1982      | Dynastie Nováků                                  | Helena Soukupová    | 5 episoade  |
| 1982      | Dobrá Voda                                       | Hovorová            | 7 episoade  |
| 1983      | Létající Čestmír                                 | Blechová            | 6 episoade  |
| 1984      | Bambinot                                         | Phippsová           | 6 episoade  |
| 1984–89   | Paragrafy na kolech                              | various roles       | 7 episoade  |
| 1986      | Zlá krev                                         | Betuše Váchová      | 6 episoade  |
| 1988      | Cirkus Humberto                                  | Kostecková          | 2 episoade  |
| 1993–94   | Arabela se vrací                                 | Blekotová           | 11 episoade |
| 2003      | Hospital at the End of the City, Twenty Years On | Marta Penkavová     | 10 episoade |
| 2010–11   | Cukrárna                                         | Bláza               | 13 episoade |
| 2014–16   | Doktori z Pocátku                                | Ema Beranová        | 58 episoade |
| 2017      | Ohnivý kuře                                      | Slávka Hrubesová    | 41 episoade |

## Premii
- Premiul Leul Ceh pentru cea mai bună actriță în rol principal  – Co chytneš v žitě (1998)
- Premiul Alfréd Radok pentru realizarea anului (1998)[10]
- Premiul Thalia pentru cea mai bună actriță într-o piesă de teatru – Šťastné dny (1998) [10]
- Premiul Leul Ceh pentru cea mai bună actriță în rol principal – Výlet (2002)
- Globul de cristal pentru contribuție artistică remarcabilă la cinematografia cehă (2015)
- Medalia de Merit  Gradul II  (2016)
- Premiul Thalia pentru întreaga viață (2021)[12]